# Heaven and Hell (альбом Вангелиса)
Heaven and Hell — третий студийный альбом греческого композитора Вангелиса, выпущенный в ноябре 1975 года на лейбле RCA Records.  Это первый альбом, записанный в его студии Nemo Studios в Лондоне, которую он использовал до 1987 года. Это концептуальный альбом в основе которого лежит двойственность. Альбом знаменует собой уход Вангелиса от прог-рок-звучания к более классической синтезированной звуке.

## Предыстория и запись
В 1975 году Вангелис переехал в Лондон, где открыл собственную студию звукозаписи Nemo Studios. Этот альбом стал его первой записью, сделанной в студии. Позже он вспоминал процесс записи так: «Я находился на стадии организации своей студии во время записи своего первого альбома Heaven and Hell. На самом деле, запись стала сущим кошмаром, потому что повсюду был стройка и сильный шум рабочих, и рядом со всем этим, там был я, пытаясь закончить свой альбом. У меня не было никаких ограничений относительно того, сколько времени я мог бы потратить на работу над альбомом, но я чувствовал, что просто должен был сделать это, и в любом случае, единственный способ быстро завершить строительство студии — начать работать в ней до того, как она будет фактически завершена». На запись музыки для альбома, по словам Вангелиса, у него ушло две недели. Музыкант играл на всех инструментах сам.
Альбом ознаменовал первое сотрудничество Вангелиса с певцом Джоном Андерсоном, который исполняет «So Long Ago, So Clear», заключительную композицию первой части. Андерсон сам написал слова для этой песни.

## Композиция
Это одна из самых важных работ Вангелиса, поскольку она впервые продемонстрировала его сочетание синтезатора, перкуссии и хора в богатом оркестровом стиле электронной музыки. Это один из многих тематических альбомов Вангелиса, контрастирующих с образами Рая, выраженными более спокойным звуком, и Ада, который звучит более авангардно.

## Релиз
Heaven and Hell достиг 31-го места в чарте UK Albums Chart 10 января 1976 года. В 1981 году был выпущен сингл «Heaven and Hell (Theme from 'The Cosmos')», который достиг 48-го места в чарте UK Singles Chart.
Композиция «Movement 3» была использована в качестве музыкальной темы американского документального сериала «Космос: персональное путешествие» Карла Сагана.
В 2011 году вместе с альбомами Albedo 0.39 и Spiral был переиздан в качестве бок-сета в серии «Original Album Classics» лейблами RCA Records, Sony и Legacy Recordings. В 2013 году он был восстановлен и перевыпущен в формате диджипак лейблом Esoteric Recordings,  а в сентябре 2014 года альбом был издан ограниченным тиражом на виниле с gatefold-конвертом тем же лейблом.

## Отзывы критиков
| Оценки критиков | Оценки критиков |
| Источник        | Оценка          |
| --------------- | --------------- |
| AllMusic        | [ 2 ]           |

Стивен Макдональд из AllMusic описал его как «темный, громоподобный альбом», «блестящая работа, которая не должна отсутствовать ни в одном сборнике Вангелиса».

## Список композиций
| Первая сторона 1. «Heaven and Hell Part I»: «Bacchanale» — 4:40 «Symphony to the Powers B» (Movements 1 and 2) — 8:18 «Movement 3» (from «Symphony to the Powers B») — 4:03 1. «So Long Ago, So Clear» — 5:00 Вторая сторона 1. «Heaven and Hell Part II»: «Intestinal Bat» — 3:18 «Needles & Bones» — 3:22 «12 O’Clock» — 8:48 «Aries» — 2:05 «A Way» — 3:45 | 1. «Heaven and Hell Part I» — 21:58 включая «So Long Ago, So Clear» — 4:58 1. «Heaven and Hell Part II» — 21:16 |

## Участники записи
- Вангелис — синтезатор, рояль Bösendorfer, перкуссия
- Джон Андерсон — вокал, текст песни («So Long Ago, So Clear»)
- Вана Верути — вокал («12 O’Clock»)
- Английский камерный хор[англ.] — хоровой вокал
- Гай Протерое[англ.] — дирижёр

## Чарты
| Чарт (1975)                      | Высшая позиция |
| -------------------------------- | -------------- |
| Великобритания (UK Albums Chart) | 31             |